# Pachycraerus cariniceps
Pachycraerus cariniceps är en skalbaggsart som beskrevs av Lewis 1897. Pachycraerus cariniceps ingår i släktet Pachycraerus och familjen stumpbaggar. Inga underarter finns listade i Catalogue of Life.